# Diêm Sơn
Diêm Sơn (chữ Hán giản thể:盐山县, âm Hán Việt: Diêm Sơn huyện) là một huyện thuộc địa cấp thị Thương Châu, tỉnh Hà Bắc, Cộng hòa Nhân dân Trung Hoa. Huyện Diêm Sơn có diện tích 795 ki-lô-mét vuông, dân số 410.000 người. Mã số bưu chính của Diêm Sơn là 061300. Chính quyền huyện Diêm Sơn đóng ở trấn Diêm Sơn. Về mặt hành chính, huyện này được chia thành 6 trấn và 6 hương.
- Trấn: Diêm Sơn, Vọng Thụ, Hàn Tập, Thánh Phật, Khánh Nguyên, Thiên Đồng
- Hương: Biên Vị, Tiểu Doanh, Mạnh Điếm, Tiểu Trang, Dương Tập, Đường Trang.